# Landtagswahlkreis Düsseldorf III
Der Landtagswahlkreis Düsseldorf III ist ein Landtagswahlkreis in Nordrhein-Westfalen. Er umfasst die Stadtbezirke 3 und 4 der Stadt Düsseldorf.

## Landtagswahl 2022
Wahlberechtigt zur Landtagswahl 2022 waren 103.997 Einwohner des Wahlkreises. Die Wahlbeteiligung lag bei 61,2 %.
| Direktkandidat          | Erststimmen in % | Partei   | Zweitstimmen in % |
| ----------------------- | ---------------- | -------- | ----------------- |
| Angela Erwin            | 31,9             | CDU      | 31,0              |
| Annika Maus             | 21,9             | SPD      | 20,2              |
| Daniela Masberg-Eikelau | 6,9              | FDP      | 8,5               |
| Wolf-Rüdiger Jörres     | 3,1              | AfD      | 3,2               |
| Stefan Engstfeld        | 29,2             | GRÜNE    | 27,6              |
| Martin Koerbel-Landwehr | 2,8              | LINKE    | 2,9               |
| Sonstige                | 4,3              | Sonstige | 6,5               |

Neben der Wahlkreisabgeordneten Angela Erwin, der die Verteidigung ihres Mandates gelang, zog der Kandidat der Grünen, Stefan Engstfeld, über Platz zehn der Landesliste seiner Partei erneut in den Landtag ein.

## Landtagswahl 2017
Wahlberechtigt zur Landtagswahl 2017 waren 104.135 Einwohner des Wahlkreises. Die Wahlbeteiligung lag bei 69,7 %.
| Direktkandidat           | Erststimmen in % | Partei  | Zweitstimmen in % |
| ------------------------ | ---------------- | ------- | ----------------- |
| Angela Erwin             | 37,5             | CDU     | 29,4              |
| Marion Warden            | 29,4             | SPD     | 25,6              |
| Rainer Matheisen         | 11,2             | FDP     | 18,5              |
| Stefan Engstfeld         | 9,0              | GRÜNE   | 10,1              |
| Anja Magdalene Vorspel   | 7,3              | LINKE   | 7,1               |
| David Christopher Eckert | 3,7              | AfD     | 5,0               |
| Christopher Schrage      | 1,7              | PIRATEN | 0,9               |
|                          | 0,1              | Übrige  | 3,4               |

Neben der Wahlkreisabgeordneten Angela Erwin, die den Wahlkreis nach fünf Jahren von der SPD für die CDU zurückgewinnen konnte, zog der FDP-Kandidat Reiner Matheisen über Platz 19 der Landesliste der Freidemokraten in das Landesparlament ein. Die bisherige Wahlkreisabgeordnete Marion Warden (SPD) und der bisherige Abgeordnete der Grünen Stefan Engstfeld schieden aus dem Landtag aus, weil ihre Landeslistenplätze nicht mehr für ein Mandat ausreichten. Engstfeld rückte jedoch am 12. Mai 2018 für die frühere Landesgesundheitsministerin Barbara Steffens nach, die ihr Mandat niedergelegt hatte.

## Landtagswahl 2012
Wahlberechtigt zur Landtagswahl 2012 waren 103.065 Einwohner des Wahlkreises. Die Wahlbeteiligung lag bei 62,4 %.
| Direktkandidat      | Erststimmen in % | Partei  | Zweitstimmen in % |
| ------------------- | ---------------- | ------- | ----------------- |
| Marion Warden       | 37,8             | SPD     | 32,1              |
| Stefan Wiedon       | 32,7             | CDU     | 24,6              |
| Stefan Engstfeld    | 12,9             | GRÜNE   | 16,4              |
| Rainer Matheisen    | 6,3              | FDP     | 13,1              |
| Frank Herrmann      | 7,1              | PIRATEN | 7,4               |
| Wolfgang Zimmermann | 3,3              | LINKE   | 3,3               |

## Landtagswahl 2010
Wahlberechtigt zur Landtagswahl 2010 waren 102.521 Einwohner des Wahlkreises. Die Wahlbeteiligung lag bei 62,6 %.
| Direktkandidat      | Erststimmen in % | Partei        | Zweitstimmen in % |
| ------------------- | ---------------- | ------------- | ----------------- |
| Stefan Wiedon       | 39,2             | CDU           | 33,5              |
| Dirk Jehle          | 34,3             | SPD           | 27,5              |
| Stefan Engstfeld    | 13,1             | GRÜNE         | 18,0              |
| Rainer Matheisen    | 4,3              | FDP           | 9,0               |
| Wolfgang Zimmermann | 5,5              | LINKE         | 6,3               |
| Horst Giebel        | 0,8              | REP           | 0,6               |
| Frank Herrmann      | 1,7              | PIRATEN       | 2,0               |
| Frank Maul          | 0,8              | pro NRW       | 0,7               |
| Marion Schmitz      | 0,3              | DIE VIOLETTEN | 0,3               |

## Landtagswahl 2005
Wahlberechtigt zur Landtagswahl 2005 waren 99.938 Einwohner des Wahlkreises. Die Wahlbeteiligung lag bei 65,7 %.
| Direktkandidat      | Partei | Stimmen in % |
| ------------------- | ------ | ------------ |
| Ralf Krüger         | SPD    | 35,7         |
| Thomas Jarzombek    | CDU    | 40,5         |
| Laura Görtz         | FDP    | 8,0          |
| Norbert Czerwinski  | GRÜNE  | 9,7          |
| Marion Fischer      | REP    | 0,6          |
| Frank Laubenburg    | PDS    | 1,1          |
| Hilde Reynen-Kaiser | BüSo   | 0,1          |
| Alexander Dobiosch  | NPD    | 0,6          |
| Ulrich Brehme       | ödp    | 0,2          |
| Helmut Fleck        | BGD    | 0,0          |
| Dieter Sons         | Graue  | 1,7          |
| Wolfgang Zimmermann | WASG   | 1,8          |

## Wahlkreissieger
| Jahr | Wahlkreisname      | Gebiet                                             | Direktmandat        | Partei |
| ---- | ------------------ | -------------------------------------------------- | ------------------- | ------ |
| 1947 | 45 Düsseldorf-West | Teile von Düsseldorf mit linker Rheinseite         | Gustav Theill       | CDU    |
| 1950 | 45 Düsseldorf-West | Teile von Düsseldorf mit linker Rheinseite         | Fritz Vomfelde      | CDU    |
| 1954 | 45 Düsseldorf-West | Teile von Düsseldorf mit linker Rheinseite         | Fritz Vomfelde      | CDU    |
| 1958 | 45 Düsseldorf III  | Düsseldorf (westlicher Teil mit linker Rheinseite) | Carl-Josef Rongen   | CDU    |
| 1962 | 45 Düsseldorf III  | Düsseldorf (westlicher Teil mit linker Rheinseite) | Hans Paumen         | CDU    |
| 1966 | 46 Düsseldorf III  | Düsseldorf (westlicher Teil mit linker Rheinseite) | Hans Reymann        | SPD    |
| 1970 | 46 Düsseldorf III  | Düsseldorf (westlicher Teil mit linker Rheinseite) | Hans Paumen         | CDU    |
| 1975 | 46 Düsseldorf III  | Düsseldorf (westlicher Teil mit linker Rheinseite) | Hans Paumen         | CDU    |
| 1980 | 46 Düsseldorf III  | Stadtbezirk 8 sowie Oberbilk                       | Hans Reymann        | SPD    |
| 1985 | 46 Düsseldorf III  | Stadtbezirk 8 sowie Oberbilk                       | Hans Reymann        | SPD    |
| 1990 | 46 Düsseldorf III  | Stadtbezirk 8 sowie Oberbilk                       | Bernd Flessenkemper | SPD    |
| 1995 | 46 Düsseldorf III  | Stadtbezirk 8 sowie Oberbilk                       | Bernd Flessenkemper | SPD    |
| 2000 | 47 Düsseldorf III  | Stadtbezirk 3                                      | Karin Jung          | SPD    |
| 2005 | 42 Düsseldorf III  | Stadtbezirke 3 und 4                               | Thomas Jarzombek    | CDU    |
| 2010 | 42 Düsseldorf III  | Stadtbezirke 3 und 4                               | Stefan Wiedon       | CDU    |
| 2012 | 42 Düsseldorf III  | Stadtbezirke 3 und 4                               | Marion Warden       | SPD    |
| 2017 | 42 Düsseldorf III  | Stadtbezirke 3 und 4                               | Angela Erwin        | CDU    |
| 2022 | 43 Düsseldorf III  | Stadtbezirke 3 und 4                               | Angela Erwin        | CDU    |